# Fédération de football de la république populaire démocratique de Corée
La Fédération de football de la république populaire démocratique de Corée (DPR Korea Football Association (en) PRK) est une association regroupant les clubs de football de Corée du Nord et organisant les compétitions nationales et les matchs internationaux de sélection de Corée du Nord.
La fédération nationale de Corée du Nord est fondée en 1945. Elle est affiliée à la FIFA depuis 1958 et est membre de l'AFC depuis 1954.
La fédération de Corée du Nord est présidée par Rim Kyong-man.